# Tore Holm
Tore Anton Holm (ur. 25 listopada 1896 w Gamleby, zm. 15 listopada 1977 tamże) – szwedzki żeglarz, pięciokrotny olimpijczyk, czterokrotny medalista tej imprezy.
Brat Yngve Holma.

## Występy na igrzyskach olimpijskich
- Antwerpia 1920 – klasa 40 m² –  – Sif (Yngve Holm, Axel Rydin, Georg Tengwall)
- Amsterdam 1928 – klasa 8 metrów –  – Sylvia (Wilhelm Törsleff, Clarence Hammar, Philip Sandblom, John Sandblom, Carl Sandblom)
- Los Angeles 1932 – klasa 6 metrów –  – Bissbi (Åke Bergqvist, Olle Åkerlund, Martin Hindorff)
- Berlin 1936 – klasa 8 metrów – 4. miejsce – Ilderim (Wilhelm Moberg, Marcus Wallenberg, Detlow von Braun, Bo Westerberg, Per Gedda)
- Londyn 1948 – klasa 6 metrów –  – Ali-Baba II (Gösta Salén, Karl-Robert Ameln, Torsten Lord, Martin Hindorff)